# Nisitrus brunnerianus
Nisitrus brunnerianus är en insektsart som beskrevs av Henri Saussure 1878. Nisitrus brunnerianus ingår i släktet Nisitrus och familjen syrsor. Inga underarter finns listade i Catalogue of Life.